# Synagoge Rödelheim

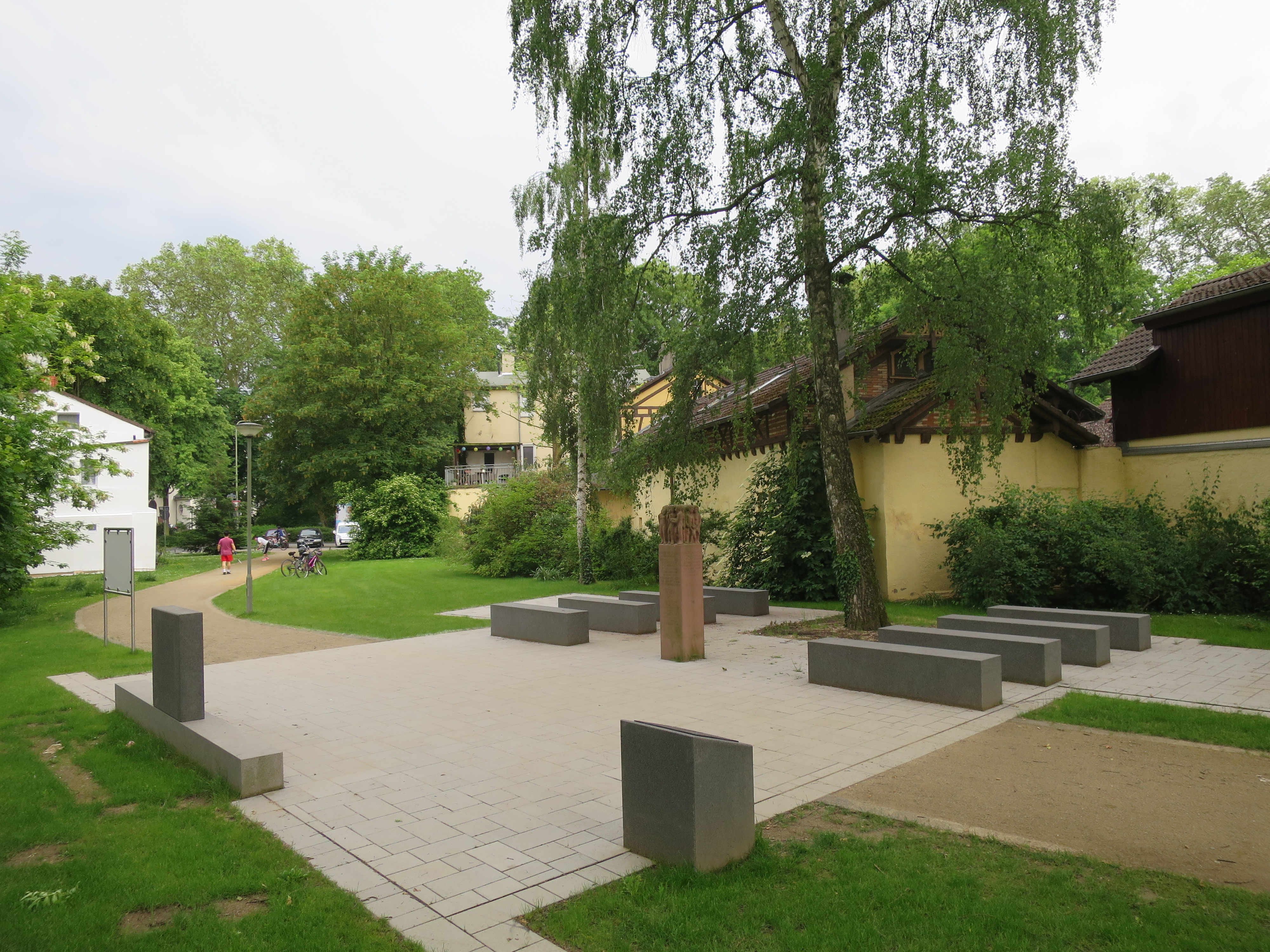
Gedenkstätte seit 2015

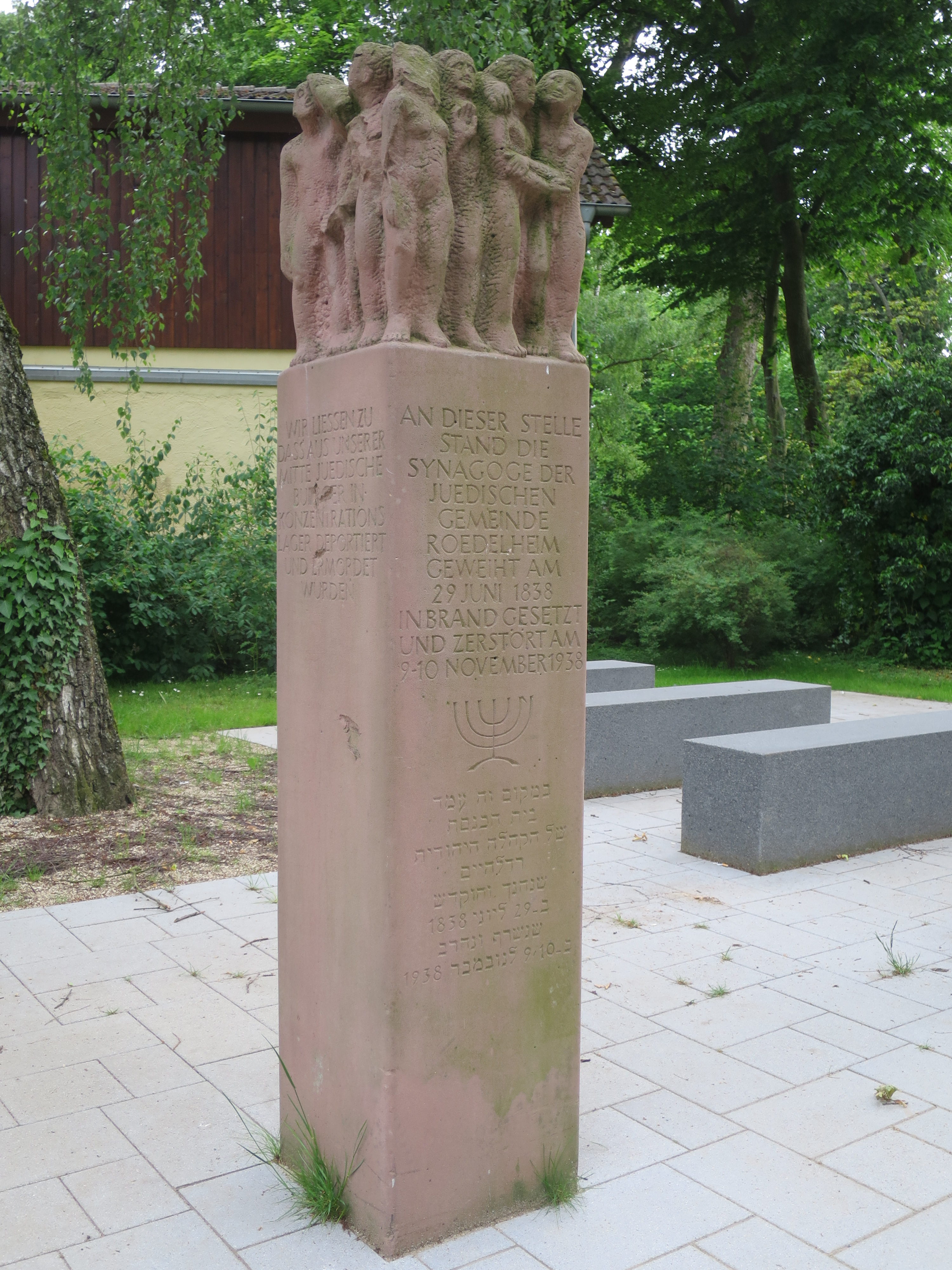
Gedenkstele von Christof Krause

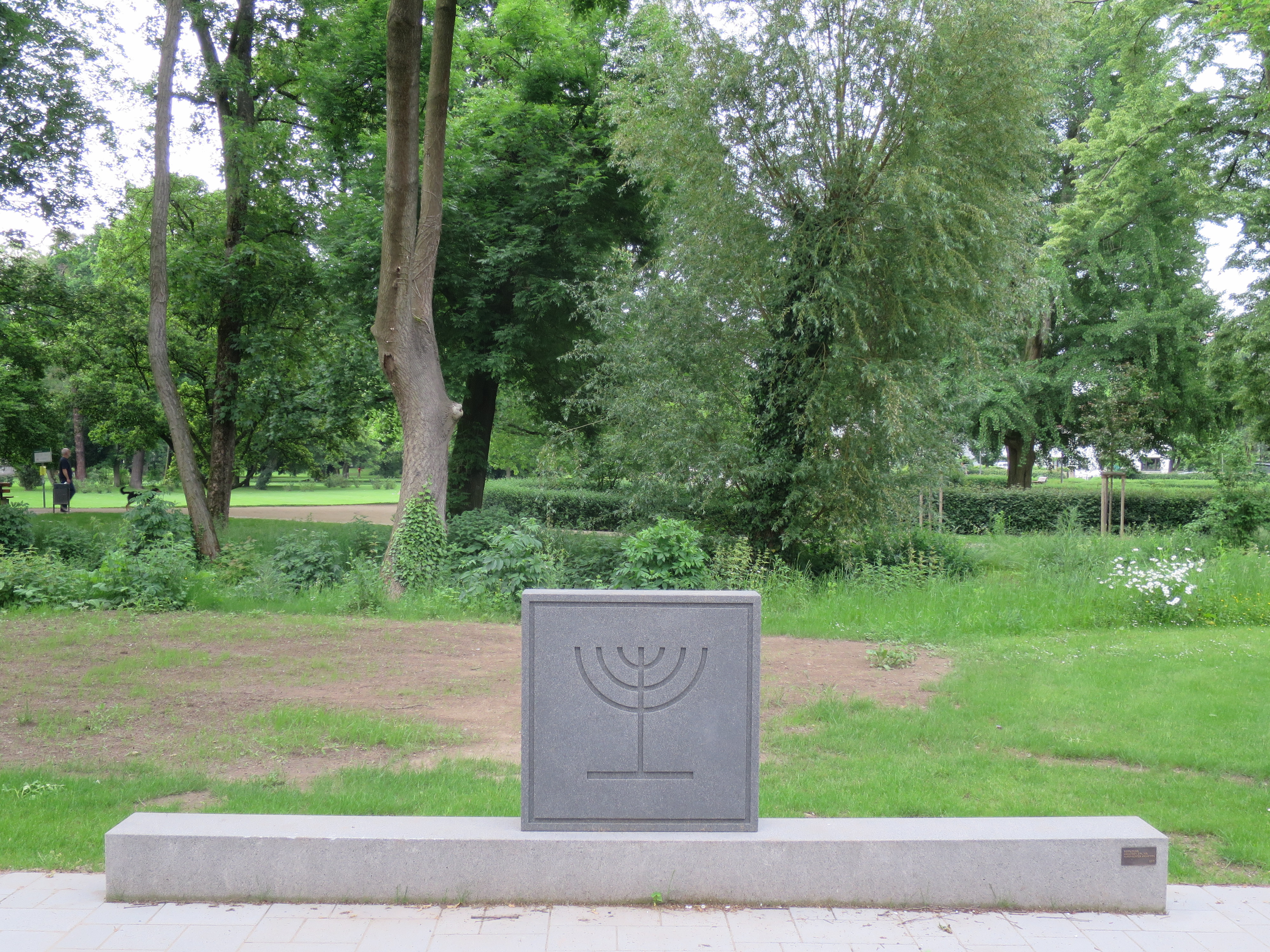
Tora-Stein an der früheren Stelle des Tora-Schreins

Die Synagoge Rödelheim war die jüdische Gottesdienststätte in Frankfurt-Rödelheim von 1730 bis zu ihrer Zerstörung im Jahr 1938.

## Geschichte der Gemeinde
Die älteste erhaltene Erwähnung von Juden stammt aus einem Privileg König Rudolf I. von 1290. Der Burggraf von Rödelheim durfte sechs Juden neben der Burg ansiedeln, die Handel trieben. Jüdische Einwohner werden in der Folgezeit nur hin und wieder erwähnt: 1455/56 war ein Jude Eigentümer einer Hofreite, zu Beginn des 16. Jahrhunderts lebte mindestens eine jüdische Familie in Rödelheim. Eine Gemeinde ist erst ab dem Ende des 17. Jahrhunderts nachgewiesen. Die Beerdigungsgesellschaft Chewra Kadischa wurde im Jahr 1700 gegründet. Der älteste erhaltene Schutzbrief stammt von 1728. Das Wohngebiet der Juden war das Inselgäßchen, auch „Judengasse“ genannt.
Ein prominentes Mitglied der Gemeinde war Wolf Heidenheim, der in Rödelheim ab 1796 die Privilegierte orientalische und occidentalische Buchdruckerei betrieb. Aus dem 18. und 19. Jahrhundert sind vereinzelt Konversionen zum Christentum bekannt, darunter auch Ludwig Börne am 5. Juni 1818. 
Die jüdische Bevölkerung entwickelte sich wie folgt:
- 1701: 40–45 Personen
- 1749: 140–150 Personen
- 1800: 236 Personen
- 1803: 58 Familien
- 1812: 426 Personen (29,2 % von 1457 Einwohnern)[4]
- 1814: 342 Personen (28,1 % von 1.217 Einwohnern)
- 1830: 380 Personen (23,9 % von 1.588 Einwohnern)
- 1845: 421 Personen (18,5 % von 2.272 Einwohnern)
- 1866: 376 Personen (13,7 % von 2.736 Einwohnern)
- 1871: 255 Personen (8,2 % von 3.109 Einwohnern)
- 1885: 192 Personen (4,5 % von 4.264 Einwohnern)
- 1895: 154 Personen (3,1 % von 4.888 Einwohnern)
- 1905: 163 Personen (3,1 % von 5.310 Einwohnern)
- 1924: 113 Personen (0,9 % von 12.891 Einwohnern(1927))

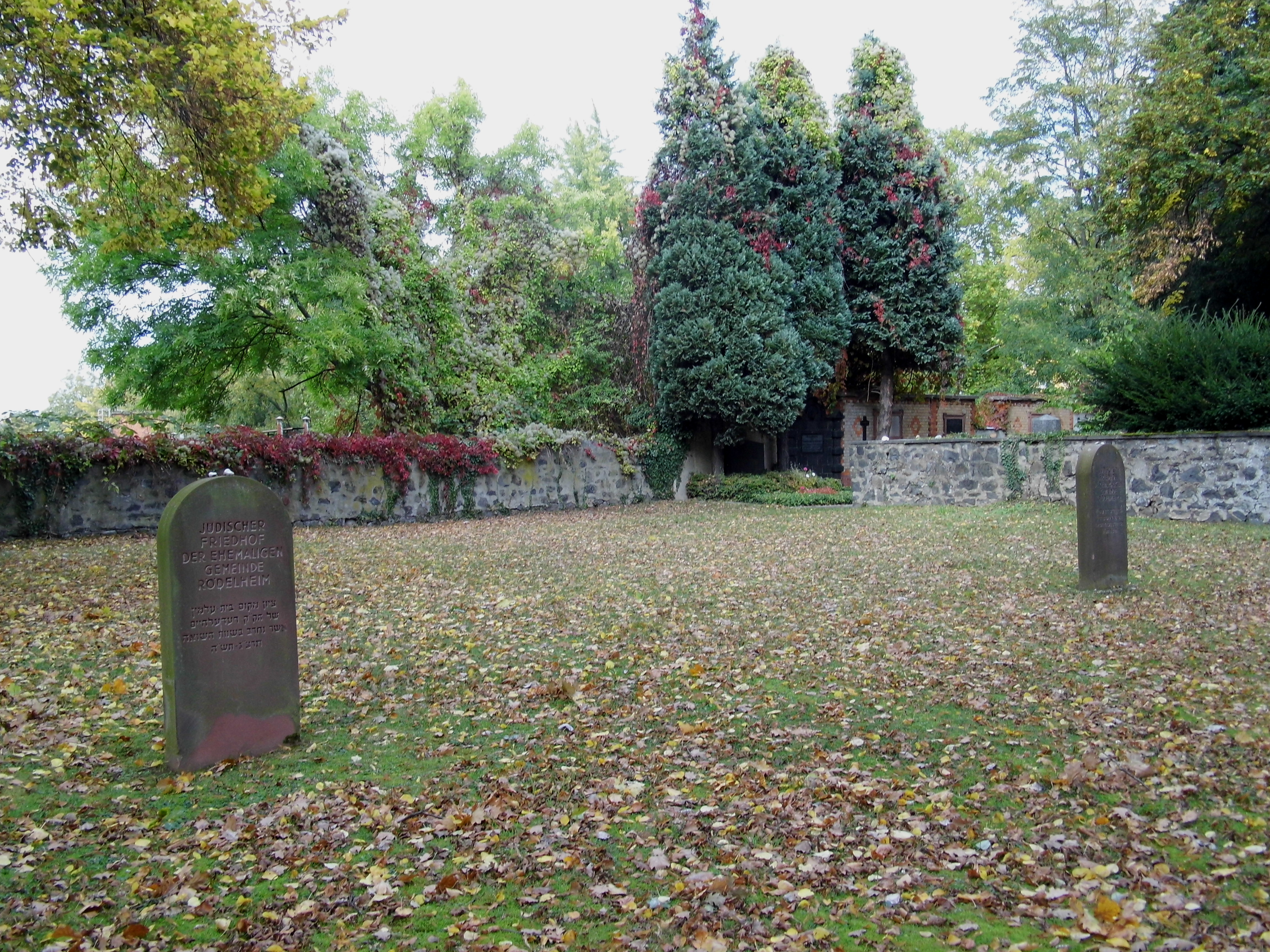
Neuer Jüdischer Friedhof Frankfurt-Rödelheim

Die Gemeinde unterhielt eine Synagoge, eine Mikwe, einen Friedhof und einen Lehrer, der zugleich Vorbeter und Schochet war. In der zweiten Hälfte des 19. Jahrhunderts wurde die jüdische Konfessionsschule geschlossen.
An jüdischen Vereinen bestanden die Beerdigungsgesellschaft „Chewra Kadischa“, eine „Krankenunterstützungskasse des israelitischen Jünglingsvereins“, eine „Israelitische Frauenvereinigung“, ein „Geselligkeitsverein“, der „Israelitische Männergesangverein Concordia“ sowie eine Stiftung, um Arme zu unterstützen, die auch ein kleines Hospital betrieb.

### Untergang
Im Jahr 1933 lebten etwa 100 Personen in Rödelheim, die zur jüdischen Gemeinde gehörten. Bis 1938 mussten alle jüdischen Geschäfte aufgegeben werden oder wurden zwangsweise in „arischen“ Besitz überführt. Ein Teil der jüdischen Gemeindeglieder konnte noch emigrieren, die übrigen wurden deportiert und davon eine ganze Reihe ermordet.

## Synagogengebäude

### Geschichte
Im Jahr 1680 wurde der jüdischen Gemeinde seitens der Landesherrschaft, des Grafen von Solms-Rödelheim, innerhalb des herrschaftlichen Viehhofes ein Betraum zur Verfügung gestellt, was bereits 1700 wieder zurückgenommen wurde, weil ein Christ unerlaubterweise zu Hilfsdiensten am Sabbat herangezogen worden war. Die Mitglieder der Gemeinde mussten fortan zum Gottesdienst in die Synagoge des benachbarten Bockenheim ausweichen, das damals zur Grafschaft Hanau gehörte. Im Jahr 1730 wurde in der Judengasse eine Synagoge errichtet und 1837/38 durch einen Neubau für 20.000 Gulden an derselben Stelle ersetzt (Judengasse 9). Der 50. Jahrestag des Ereignisses (17. Juni 1888) lag nahe am Todestag von Kaiser Friedrich III. (15. Juni 1888), so dass alle Feierlichkeiten außer der gottesdienstlichen abgesagt wurden. „Das rituelle Gebet für den Landesherrn, welches gewöhnlich am Samstag Vormittag gesprochen wird, war bei dieser speziellen Feier für Freitag Abend vorgesehen und wurde nun von Herrn Rabbiner Dr. Kotek für den Kaiser Wilhelm II. verlesen.“ Am 26. Januar 1902 erhielt die Synagoge eine neue Torarolle, nachdem die Vorgängerin nach 90-jährigem Gebrauch aufgegeben werden musste.

### Zerstörung
Beim Novemberpogrom 1938 wurde die Synagoge am Morgen des 10. November 1938 durch SA-Männer in Brand gesetzt. In der Nachbarschaft befand sich ein Tanklager, so dass das Feuer schnell gelöscht wurde. Am 3. November 1939 musste die jüdische Gemeinde das Gebäude verkaufen. Es ging an die benachbarte Autowerkstatt über und diente nun als Lagerraum. Bei dem Luftangriff am 22. März 1944 auf Frankfurt am Main wurde das Gebäude schwer beschädigt. Das ehemalige Synagogengebäude wurde für die Autowerkstatt nach 1945 noch notdürftig in Stand gesetzt, später aber abgebrochen.

## Gedenken
Am 8. November 1979 wurde auf Initiative der örtlichen Kirchengemeinden und der SPD am Standort der ehemaligen Synagoge ein Gedenkstein errichtet. Er wurde von dem Bildhauer Christof Krause gestaltet: Eine Stele mit einer Figurengruppe an der Spitze, die die zusammengepferchten, entwürdigten und aus dem Leben gerissenen Menschen darstellt, und Inschriften auf drei Seiten des Schafts. Das Denkmal war in der Folge mehrfach Ziel von Schmierereien.
Ab 2006 wurden in Rödelheim eine Reihe von Stolpersteinen verlegt. Seit 2009 plante der Heimat- und Geschichtsverein Rödelheim, die Synagoge wieder sichtbar zu machen. Dabei wurde der Grundriss der Synagoge an ihrem ehemaligen Standort mit einer Pflasterung nachvollzogen und darauf eine Gedenkstätte errichtet. Eine Namensstele nennt die bekannten von den Nationalsozialisten ermordeten oder in den Tod getriebenen Juden. Die Stele steht je zur Hälfte inner- und außerhalb des Synagogenbereichs. Das soll darauf hinweisen, dass die Menschen aufgrund der nationalsozialistischen Zuordnung zur „jüdischen Rasse“ ermordet wurden, unabhängig von ihrem Glauben. Der Thorastein an der Ostwand der ehemaligen Synagoge erinnert an den Standort des Thoraschreins. Die Gedenkstätte wurde am 6. November 2015 eingeweiht. Rabbiner Julien Chaim Soussan sprach das Gebet zur Erinnerung an die Opfer des Holocaust.